# 李維維
李維維（1976年2月19日—），台灣女演員，曾經拍攝超過50支廣告，超過30支MV，成名作包括和郭富城拍攝的廣告小虎咖啡「受不了的酷」、鍾漢良MV〈OREA〉、杜德偉MV〈絕不後悔〉，與王家衛簽約拍電影，與金城武合演《初纏戀後的2人世界》，李維維並也在王家衛首次監製的寫真集擔任女主角。其後轉往日本發展。
淡出演藝圈多年的李維維於2009年1月上綜藝節目《國光幫幫忙》「你一定認識我 但我的名字是？」單元中再度引人注目，隨後拍攝中國信託信用卡、膠原蛋白廣告等，也因主持三立電視《世界那麼大》以主持人的身份重新回到台灣演藝圈。網友封號「凍齡美女」、「靈芝人」。

## 演出作品

### 長篇劇集
| 年份 | 播出頻道          | 劇名                  | 角色   | 導演                 | 備註       |
| 2011 | 八大綜合台        | 《我可能不會愛你》    | 子琳   | 瞿友寧               | 女配角     |
| 2012 | 台視              | 《半熟戀人》          | 袁嘉琳 | 洪智育               | 第二女主角 |
| 2012 | 三立都會台        | 《真愛趁現在》        | 藍仕筠 | 連春利               | 第三女主角 |
| 2013 | 衛視中文台        | 《幸福街第3號出口》   | 楊心璐 | 楊冠玉、李運傑       | 女主角     |
| 2014 | 三立都會台        | 《女人30情定水舞間》  | 徐婉婷 | 張佳賢               | 女主角     |
| 2014 | 台視              | 《再說一次我願意》    | 葛芊芊 | 楊布新               | 第二女主角 |
| 2014 | 中視、中天娛樂台  | 《謊言遊戲》          | 胡行愛 | 鄧安寧               | 第二女主角 |
| 2015 | 三立都會台        | 《好想談戀愛》        | 夏曼儷 | 柯政銘               | 第二女主角 |
| 2016 | 三立都會台        | 《大人情歌》          | 蔣曉茜 | 張佳賢               | 女主角     |
| 2017 | 三立都會台        | 《真情之家》          | 項一柔 | 朱峰、郝心翔、姜秉辰 | 第二女主角 |
| 2019 | 衛視電影台        | 《浮士德遊戲2》       | 楊若芸 | 詹大為               | 友情客串   |
| 2019 | 東森戲劇台        | 《美味滿閣》          | 林庭   | 吳蒙恩、葉鴻偉       | 第三女主角 |
| 2020 | 三立台灣台        | 《羅雀高飛》          | 陳淑敏 | 劉逢聲               | 第二女主角 |
| 2023 | 東森戲劇台、公視+ | 《生命捕手》          | 吳珮菁 | 柯政銘               |            |
| 2024 | 東森戲劇台、公視+ | 《生命捕手2》         | 吳珮菁 | 柯政銘               |            |
| 2024 | 大愛電視台        | 《血·拾人生》         | 劉蓁蓁 | 黃常祚               |            |
| 2025 | 公視、CATCHPLAY+  | 《我們與惡的距離 II》 | 王麗雲 | 林君陽               |            |

### 迷你劇集
| 年份 | 播出頻道          | 劇名               | 角色   | 導演   | 備註   |
| 2018 | Vidol、三立都會台 | 《你好，幸福》     | 林卉宜 | 曾大衡 | 女主角 |
| 待播 |                   | 《看看你有多愛我》 | Lynn   | 葉天倫 |        |

### 電視電影
| 年份 | 播出頻道         | 片名                   | 角色   | 導演           | 備註   |
| 2012 | 公視             | 人生劇展－《出租情人》 | Cherry | 張耕聞、陳冠頤 | 女主角 |
| 2015 | 中視、中天娛樂台 | 《一個角落》           | 徐靜安 | 廖士涵         | 女配角 |

### 電影
| 年份 | 片名                         | 飾演                                | 導演   | 備註       |
| 1997 | 《初纏戀後的2人世界》        | AV女郎 5號公車的少女 維維(夢遊少女) | 葛民輝 | 王家衛監製 |
| 2011 | 《那些年，我們一起追的女孩》 | 英文老師                            | 九把刀 | 客串       |
| 2013 | 《明天記得愛上我》           | 許家珍                              | 陳駿霖 | 配角       |
| 2013 | 《微光閃亮 第一個清晨》      | 阿翹                                | 王逸白 | 第二女主角 |
| 2026 | 《空姐復仇記》               |                                     | 朱岩蘭 | 女主角     |

### 短片
| 年份 | 片名                     | 飾演        | 導演   | 備註                      |
|      | 《The Receiver》         |             |        | 世新大學畢業製作          |
|      | 《我愛大明星》           |             |        | 政治大學畢業製作          |
| 2010 | 《宇宙之愛的小電影》     | 小白        | 張榮吉 |                           |
| 2010 | 《清蜜星體驗》           | 金牛女-瓊芸 | 連奕琦 | 優酷網路短片 12星座男生版 |
| 2011 | 《發現生活新味》         | 金牛女-瓊芸 | 連奕琦 | 優酷網路短片 12星座女生版 |
| 2018 | 《用心飛翔》             | 雯瑜        | 施翔德 | 罕病公益微電影            |
| 2021 | 《姐要讓妳知道，我挺妳》 | Lena        | 施翔德 | 類風濕性關節炎微電影      |

### 音樂錄影帶(MV)
| 年份 | 歌手   | 歌名                 | 備註                               |
| 1994 | 杜德偉 | 〈絕不後悔〉         |                                    |
| 1995 | 鍾漢良 | 〈OREA〉             |                                    |
| 1995 | 鍾漢良 | 〈是愛還是傷害〉     |                                    |
| 1996 | 黃維德 | 〈愛情鳥〉           |                                    |
| 2006 | 范逸臣 | 〈放生〉             |                                    |
| 2006 | F.I.R  | 〈眷戀〉             |                                    |
| 2006 | Energy | 〈愛失控〉           |                                    |
| 2006 | 潘瑋儀 | 〈把全世界放手中〉   |                                    |
| 2006 | 蔡依林 | 〈懷念〉             | 收錄《唯舞獨尊 演唱會鮮聽版&混音》 |
| 2006 | 蔡依林 | 〈聽說愛情回來過〉   | 收錄《唯舞獨尊 演唱會鮮聽版&混音》 |
| 2006 | 品冠   | 〈哄我入睡〉         |                                    |
| 2007 | 辛曉琪 | 〈無名指的幸福〉     |                                    |
| 2008 | 張棟樑 | 〈陌路〉             |                                    |
| 2008 | 永邦   | 〈神奇〉             |                                    |
| 2008 | 林俊傑 | 〈我還想她〉         |                                    |
| 2009 | 盧學叡 | 〈可不可以愛我〉     | 偶像劇《王子看見二公主》片尾曲     |
| 2009 | 黃鴻升 | 〈不屑〉             |                                    |
| 2009 | 韓紅   | 〈擦肩而過〉         |                                    |
| 2009 | 大囍門 | 〈她像〉             |                                    |
| 2010 | 言承旭 | 〈我沒有辦法離開你〉 |                                    |
| 2010 | 宇宙人 | 〈名偵探〉           |                                    |
| 2010 | 宇宙人 | 〈敗給妳〉           |                                    |
| 2010 | 宇宙人 | 〈心上人〉           |                                    |
| 2010 | 亦帆   | 〈昨天的天堂〉       |                                    |
| 2011 | 周傳雄 | 〈乏味〉             |                                    |
| 2011 | 任賢齊 | 〈對摺〉             |                                    |
| 2012 | 薛之谦 | 〈伏筆〉             |                                    |
| 2012 | 張傑   | 〈牡丹江〉           |                                    |
| 2012 | 張傑   | 〈下雨天〉           |                                    |
| 2013 | 倪安東 | 〈我是你的〉         |                                    |
| 2014 | 陳嘉樺 | 〈真的我〉           | 偶像劇《謊言遊戲》片尾曲           |
| 2017 | 陳明   | 〈再見的另一面〉     |                                    |

## 出版作品

### 寫真攝影集
2015年 李維維 裸 naked_a.m(晝行) / naked_p.m(夜出)

## 主持作品

### 電視節目
- 三立電視：世界那麼大、愛玩客
- 中天電視：寵物大聯萌
- 東森電視：閨蜜愛旅行

## 廣告
- 1994年－1996年小虎咖啡「受不了的酷」（與郭富城拍攝的廣告）、阿薩姆奶茶、仙諾洗面乳、 可口薄片、科達軟片、華盛頓蘋果、東元洗衣機
- 1996年香港維珍航空廣告
- 【7-ELEVEN經典拉拉熊集點送】趕上班篇 30秒
- 2005年歐蕾（OLAY）多元修護霜[1]
- NISSAN 汽車
- MAZDA2 汽車
- CANON 相機
- 2009年中國信託信用卡1-8篇[1]
- 昇陽麗石房地產
- AKISHIMA 精華霜
- 統一陽光高纖穀奶
- 風色英雄傳線上遊戲
- HQCP天之膠原 膠原蛋白
- 信義房屋
- 2012-2013年 mirror皇宣緣年度代言人
- 2015-2018年 奧黛莉大中華品牌代言人
- 2017-2019年 Thermage电波提拉代言人

## 獎項紀錄
| 年份   | 頒獎典禮         | 獎項                       | 作品                   | 角色   | 結果 |
| ------ | ---------------- | -------------------------- | ---------------------- | ------ | ---- |
| 2013年 | 第15屆台北電影獎 | 最佳女配角獎               | 《微光閃亮第一個清晨》 | 阿翹   | 提名 |
| 2014年 | 第3屆華劇大賞    | 最佳女演員獎               | 《女人30情定水舞間》   | 徐婉婷 | 提名 |
| 2015年 | 第50屆金鐘獎     | 迷你劇集／電視電影女配角獎 | 《一個角落》           | 徐靜安 | 提名 |
| 2015年 | 第4屆華劇大賞    | 最佳女演員獎               | 《好想談戀愛》         | 夏曼儷 | 提名 |
| 2016年 | 第5屆華劇大賞    | 最佳接吻獎                 | 《大人情歌》           | 蔣曉茜 | 提名 |
| 2016年 | 第5屆華劇大賞    | 最佳螢幕情侶獎             | 《大人情歌》           | 蔣曉茜 | 提名 |
| 2016年 | 第5屆華劇大賞    | 最佳女演員獎               | 《大人情歌》           | 蔣曉茜 | 提名 |
| 2017年 | 第52屆金鐘獎     | 益智及實境節目主持人獎     | 寵物大聯萌             | 不適用 | 提名 |
| 2021年 | 第56屆金鐘獎     | 戲劇節目女主角獎           | 《羅雀高飛》           | 陳淑敏 | 提名 |

## 外部連結
- 李維維 Vivi Lee的Facebook專頁
- 李維維 Vivi Lee instagram
- 李維維vivi的新浪微博
- 李維維在互联网电影资料库（IMDb）上的資料（英文）
- 李維維在香港影庫上的簡介
- 李維維在豆瓣上的资料（简体中文）